# Manchester Monarchs
Manchester Monarchs – drużyna hokejowa grająca w American Hockey League w dywizji atlantyku, konferencji wschodniej. Drużyna ma swoją siedzibę w Manchesterze w Stanach Zjednoczonych. Drużyna podlega zespołowi Los Angeles Kings oraz ma własną filie w ECHL, którą jest drużyna Reading Royals. 
- Rok założenia: 2001
- Barwy: purpurowo-złoto-czarno-białe
- Trener: Mark Morris
- Manager: Ron Hextall
- Hala: Verizon Wireless Arena

## Osiągnięcia
- Mistrzostwo dywizji: 2005
- Frank Mathers Trophy: 2005
- Emile Francis Trophy: 2005, 2007, 2014, 2015
- Puchar Caldera: 2015